# 仙台市立仙台高等学校
仙台市立仙台高等学校（せんだいしりつ せんだいこうとうがっこう）は、宮城県仙台市青葉区国見に所在する公立高等学校。
仙台圏での通称は、「仙台高校」（せんだいこうこう）、もしくは「仙高」（せんたか）。

## 概要
1940年（昭和15年）に、それまでは存在しなかった仙台市立の旧制中学校として創設された仙台市立仙台中学校が前身である。戦後の学制改革により、1948年（昭和23年）に仙台市立の新制高等学校に移行して仙台高等学校（2009年までの正式校名）となった。
学制改革以前は旧制中学校であり、当時の法制度により必然的に男子校であった。学制改革によって新制高校に移行した後も、引き続き男子校であった。
1975年（昭和50年）に国見地区の現校地に新築した校舎に移転したのと同時に、それまでの男子校から男女共学校に移行し、現在に至っている。
2009年（平成21年）に正式校名が変更され、仙台市立仙台高等学校となった。
校地は市街地と太平洋を一望できる国見の丘陵地にあり、望洋会館という生徒食堂や宿泊設備を備えた建物がある。

## 沿革

### 開校まで
仙台高校の前身である仙台市立仙台中学校の設立は1940年（昭和15年）である。この頃は、日本は日中戦争のさなかだったが、進学率が高まっていた時期でもあった。当時の仙台には、宮城県仙台第一中学校、宮城県仙台第二中学校、東北学院（私立）、東北中学校（私立）、仙台育英中学校（私立）があり、ここに市内だけでなく市外からも多数が進学していた。進学希望者の増大による入学難が予想されたことから、1939年（昭和14年）に仙台市会と宮城県会、両方で新中学校の設立が議論された。しかし、市会では市立中学校設立の質問に対して、市長の渋谷徳三郎が財政上の理由から否定的な答弁をした。一方、宮城県は県立仙台第三中学校の設立を目指したが、これは敷地や運営費について仙台市にもある程度の負担を求める計画だった。仙台市はこれに応じず、第三中学校の設立は見送られた。1940年（昭和15年）になり、宮城県は仙台第一中学校と仙台第二中学校の定員拡大を計画したが、やはり仙台市にも負担を求めた。2月の仙台市会の協議会で、この負担についての賛意はなく、それとは別に新中学校設立が可決された。
協議会が新中学校設立の可決をしたのが2月8日である。その後、仙台市の夜間中学だった図南中学校の校長伊藤浩二郎や職員によって新中学校設立の書類が準備され、また、市議の斡旋で川内仲ノ町（北緯38度15分35.8秒 東経140度51分37.2秒 / 北緯38.259944度 東経140.860333度）に学校用地が確保された。19日の市会で市立中学校新設が正式に提案、可決されて、22日に市の教務係長が上京して書類一式を国に提出した。仙台市の中学校新設案は議会にかけられた後、26日に文部大臣がこれを認可した。当時、中学校新設はたいがい起債を伴っていた中で、仙台市立中学の設立は起債に寄らなかった。このことが異例の早さの認可につながったと言われる。当初は財政事情から難しいと言われた市立中学の設立だったが、業績好調だった仙台市電の収益を中学校新設の費用に充てることになっていた。
その後の開校準備は、伊藤などの図南中学職員を中心に行われた。川内仲ノ町の校舎が建設されるまでは、荒町小学校と、海軍将校斎藤七五郎の生家跡に造られた斎藤記念館が仮校舎として扱われることになり、3月11日に斎藤記念館で開校式が挙げられた。当初、第一回生の予定定員は100名だった。しかし、212名の出願があり、100名以上の不合格が発生することを憂慮した伊藤が、定員を150名に増やすよう渋谷に要請して、これが市会、文部省に認められた。3月の考査と試問を経て、158名が合格とされた。

### 仙台市立仙台中学校
1940年（昭和15年）4月10日、荒町小学校の講堂で仙台市立仙台中学校の初入学式が行われた。荒町小学校の1部屋と斎藤記念館の2部屋が市立中学の教室となった。校長や事務員を含めて、12名の教職員がいた。そのうち4名は東京高等師範学校を出たばかりの教師だった。校長の人選には紆余曲折があり、様々な候補者が挙げられたが、最終的には開校後の6月に千葉県出身の藤江喜久雄が初代校長の任に就いた。
学校敷地として決まっていた川内仲ノ町には50戸ほどの住宅があり、買収費用や立ち退きについて一悶着があったが、これは最終的には解決した。開校した年の夏休みに生徒職員がここの整地作業に従事し、9月に建設工事が始まって、12月には上棟式が行われた。そして、1941年（昭和16年）6月21日に真新しい校舎が落成した。この校舎は延坪面積約452坪の二階建て木造校舎で、この他にも平屋の柔道場があった。敷地買収費用は約13万1000円で、工事費用は約10万5000円だった。これは第一期工事であり、教室棟や講堂、体操場、剣道場を増設する第二期、第三期工事も計画されていた。しかし、同年12月には太平洋戦争が開戦し、これらの増設工事は日の目を見なかった。
戦中においては、1943年（昭和18年）頃までは比較的、通常通りに授業が行われていたのが、1944年（昭和19年）年頃からは戦争の影響がはっきりと表れるようになった。学徒勤労動員が仙台市立中学校に割り振られ、5年生は原町苦竹の東京第一陸軍造兵廠仙台製造所で、4年生は神奈川県川崎市の東芝特殊合金工具製作所で労務に従事し、3年生以下は授業の合間に鉄道の機関区や日本通運、近郊の農家などへ動員された。1944年は第一回生が最高学年である5年生に進級した年であり、翌1945年（昭和20年）3月に第一回生の卒業式が行われたが、戦争の影響で第二回生である4年生も同時に卒業することになり、しかも4年生の卒業式の方が早く、動員先の川崎で行われた。この約半月後に第一回生の卒業式が仙台で行われたが、戦中ということでこの式は非常に質素なものだったという。
同年7月10日深夜にはアメリカ軍によって仙台空襲が行われ、仙台の市街地は灰燼と化し、仙台市立中学の校舎も焼失した。当時の宿直日誌によれば午前1時に焼夷弾が校舎を直撃したとある。被害は人命にもおよび、6名の生徒と卒業したばかりの2名が犠牲になった。この後、国民義勇隊たる「仙台中学校学徒隊」が結成され、一部の生徒は戦闘部隊とされた。学校の事務所は片平国民学校を経て、学校発足の地である斎藤記念館に置かれた。8月15日に終戦となり、17日に授業が再開し、動員が解除されて全ての生徒が揃ったのは25日だった。短い夏休みを挟み、9月11日からは荒町国民学校と南材木町国民学校の一角を間借りする形で授業が再開したが、翌年に南材木町国民学校が火事に見舞われ、全生徒が荒町国民学校で二部形式の授業を受けることになった。
戦後、空襲で焼き払われた市街地を対象に戦災復興のための区画整理事業が行われることになり、その計画の中で川内仲ノ町の校地は公園用地と決められたために、仙台中学校は事業区域外へ移転することになった。終戦の年の9月に、台原の広大な射撃場跡地が仙台市立中学の校地として早々に決定した。しかし、1946年（昭和21年）に進駐軍がここを接収したために、この計画は実現できなくなった。この後、移転候補地はいくつかあったがいずれも決まらなかった。同年10月に北八番丁（柏木）の土地（北緯38度16分34.9秒 東経140度51分22.2秒 / 北緯38.276361度 東経140.856167度）が移転先として浮上した。この土地は道路から出入りがしにくい、狭隘な田地だった。しかし、この他に候補地がないことからここが学校の移転先として決められた。1947年（昭和22年）に土地の借用契約が結ばれ、この年のうちに地鎮祭と起工が行われた。この校舎新設においては、大林組が5教室分の建築資材を、奨学会（父兄教師会）が募金で50万円を寄付した。新校舎は1948年（昭和23年）初頭に完成した。この校舎は北棟と西棟がL字に結びつく形の平屋のバラック建てだった。急造のため、正門への通用路は狭く、また雨が降れば校庭は酷くぬかるんだ。

### 高等学校への移行
戦後、アメリカ教育使節団報告書に基づき学制改革が行われ、旧制中学校は新制高校に移行することになった。宮城県では1948年（昭和23年）1月に新制高校に移行する学校が決定した。戦災に遭った学校には5年間の猶予期間が与えられており、仙台市立中学の高校移行について、財政難から先送りにする意見もあったが、当時の仙台市長岡崎栄松の決断で、仙台商業、仙台工業、図南中学の各市立校と共に、市立中学は同年4月より仙台高等学校へと変わった。1950年（昭和25年）に仙台高校は創立十周年を迎え、これを記念して、校旗や校歌が制定され、また体育館が建設された。同じく記念事業だった図書館の建設は、敷地と財源の問題があって、翌年に行われた。1952年（昭和27年）には自治会と校友会が一本化され、生徒会が誕生した。
1948年（昭和23年）に落成した校舎だったが、1950年代になると早くも改築や移転新築が望まれるようになった。特に1953年（昭和28年）には、教室で雨漏りが発生し、生徒は授業中に机の位置を動かしたり傘を差さねばならず、雨漏りが特に酷い日には授業が打ち切られもした。このことは地元紙の河北新報にも取り上げられ、市民の同情を誘った。これが契機となり、新しい校舎が建設されることになった。第一期工事はこの年のうちから始まり、翌年に木造モルタル造の校舎が完成した。第二期工事の着工は1955年（昭和30年）で、この年の10月に、鉄筋コンクリート構造の3階建て新校舎および、その両翼にモルタル2階建ての新校舎が落成した。1962年（昭和37年）になると、狭隘な校地の外に、第二グラウンドを設置する構想が持ち上がり、翌年に個人所有の国見の山林がその場所として選ばれた。この第二グラウンドは1964年（昭和39年）に「国見運動場」として竣工した。
1960年代半ば以降に日本の学生運動が盛んになると、それは一部の高校にも飛び火した。仙台高校における紛争は1969年（昭和44年）8月の無許可ビラ配りから始まった。生徒によって闘争委員会、反戦連合が組織され、デモ活動への参加も行われた。これらの生徒たちは、文部省の指導手引書に対する反対、クラブ活動の自主的管理などを要求した。学校や教師を国家権力の末端と見なして批判する生徒もいた。このような生徒は多数派ではなかったが、服装自由化の問題は生徒全体から支持を得た。1971年（昭和46年）の卒業式は、一部の生徒が壇上で卒業証書を破り捨てたり、踏みにじったり、騒然としたものだったという。しかし、こういった学生運動は次第に沈静化していった。

### 国見校舎と共学化
もともと広くない柏木の校舎だったが、生徒の定員増加、学校設備基準の改定により、いっそう厳しいものになっていた。1968年（昭和43年）には学校、同窓会、父母教師会などにより「仙台高等学校移転建設期成会」が結成され、活動に当たった。これをうけて、仙台市も仙台高校の校地校舎問題に取り組むようになった。このような中で、1971年（昭和46年）に当時の仙台市長島野武が仙台高校の男女共学化を突如として発表した。仙台市が1972年（昭和47年）に設置した協議会は、女子が男子を上回ることがないようにすること、新校舎の完成以降に共学化すること、などの条件を付けたうえで仙台高校の男女共学化は可能であるとした。この報告を受けて、1973年（昭和48年）に島野は、仙台高校の男女共学化を1975年度（昭和50年度）の校舎移転と同時に実施することを正式に決めた。
男女共学化について、当時の学校生徒、職員、同窓会には賛否両論があった。戦後、多くの都道府県で共学が実施される中で、宮城県はこれに消極的で、男女別学が残っていた地域だった。特に同窓会では、別学の継続でも問題はないので共学化には反対、男女共学は理想ではあるかもしれないが時期尚早、という反対論が多く、仙台市に対して共学化反対の陳情が行われたが、共学化は覆されなかった。
仙台高校は国見（北緯38度16分54.6秒 東経140度50分1.5秒 / 北緯38.281833度 東経140.833750度）に移転することになり、1972年（昭和47年）に用地の買収が完了した。1973年（昭和48年）に地質調査と入札、契約を経て、校舎の建設が始まった。1975年（昭和50年）に竣工したこの新校舎は、国による高校設備基準を5割オーバーする広大なものだった。ちょうどこの時期はオイルショックの時期であり、狂乱物価と言われた物価の高騰で、工費は20億円を越えた。旧校舎から新校舎への移転作業は、1年生と2年生の在校生も加わって行われた。こうして、仙台高校は男女共学の学校となり、国見に校舎を構えることになった。

## 象徴

### 校章
校章は竹と雀の紋様である。1948年（昭和23年）の新制高等学校への移行と同時に制定された。図案自体は伊達家の紋所に由来する。竹は素直に伸びゆく教養と強靭な節義、竹の緑は平和、雀の飛形は青年の一途な意気を表すとされている。
校章の原案は生徒の応募によるもので、高等学校移行直前の2週間の募集期間のうちに75点の作品が集まった。この時、第一位に選ばれた作品があったが、宮城県仙台第一高校でこれに近い校章が採用されることになっていたことから、第一位作品の採用は見送られ、伊達家の紋所に使われている竹と雀をモチーフにした作品が校章の原案として改めて選ばれた。この図案を宮城県工芸指導所の芳武茂介が校章として落とし込んだ。ただ、芳武が最初に提示した図案は不評であり、もう一度、改良が行われて、現在の校章ができあがった。

### 校旗・校色
現在の校旗は、1950年（昭和25年）の創立十周年記念事業の一つとして制定されたもので、朱色の地に校章が描かれたものが定められている。朱色は、若人の情熱を象徴したものとされ、校色ともされている。
校旗の意匠を考えたのは当時の教諭である。旗のデザイン自体は単純なものだが、紫色の校旗が多かった当時、朱色の校旗は珍しいものだったという。創立10年の若い学校ということから、朱色が選ばれた。校旗の制作は百貨店の三越に依頼され、西陣織で著名な京都の西陣で制作された。なお、仙台市立中学校の校旗は紫のものだった。

### 校歌
校歌も校旗と同様に1950年（昭和25年）の創立十周年記念事業の一つとして制定された。仙台市立中学校にも校歌はあったが、この歌は古めかしく大げさなもので、戦後には歌われなくなっていた。新校歌の歌詞は生徒や教職員、卒業生などから公募され、これらはいずれも佳作だったが校歌としては選ばれなかった。結局、学校は歌詞の審査員の一人だった伊達宗雄に作詞を依頼し、音楽指導者の海鋒義美がこれに曲を付けた。この校歌の初披露は仙台放送管弦楽団と仙台高校合唱団によって行われた。

### 校是
校訓として定められてはいないが、「自主自立」が校是とされている。この文字が刻まれた石碑が職員玄関の近くに設置されている。自主自立の四文字は、初代校長である藤江喜久雄の手蹟から選び出されたものであるという。この石碑は、学校創立40周年に当たる1980年（昭和55年）に建立された。

### 制服（廃止）
現在の仙台高校には制服はない。過去には制服および標準服があった。もともと、仙台高校は男子校であり、詰襟の学生服が制服だった。しかし、1960年代後半の学園紛争が高校まで波及すると、その中で生徒が服装の自由化を求めた。1969年（昭和44年）から学校と生徒の間で激論が交わされ、1970年（昭和45年）8月に「生徒心得」の条文が改められ、服装の自由化が行われた。学生服は標準服として残り、何かあるときは生徒はこれを着て登校した。1975年（昭和50年）の男女共学化に際しては、女子用の標準服が新しく制定された。これは、白い縁取りが特徴の、紺色のブレザーだった。宮城ドレメの院長の菅野がこのデザインを担当した。

## 部活動

### 運動系
バスケットボール部
男子が全国高等学校バスケットボール選抜優勝大会（ウィンターカップ）の第30回大会（1999年）および第31回大会（2000年）にて優勝している。第26回大会（1995年）で準優勝。全国高等学校総合体育大会バスケットボール競技大会（インターハイ）では第51回大会（1998年）で準優勝。
硬式野球部
夏の全国高等学校野球選手権大会に1回、出場している。第80回大会（1998年）で一回戦敗退。
剣道部
全国高等学校総合体育大会剣道大会団体の部において、男子は第42回大会（1995年）と第51回大会（2004年）の2回、女子は4回の出場経験がある。
その他
- 陸上競技（男女）、軟式野球、サッカー、ハンドボール、バスケットボール（女子）、バレーボール（男子）、バレーボール（女子）、ラグビー、テニス（男子）、テニス（女子）、ソフトテニス（女子）、卓球（男子）、卓球（女子）、バドミントン（男子）、バドミントン（女子）、弓道、フェンシング、ソフトボール（女子）

### 文化系
吹奏楽部
全日本吹奏楽コンクールには第42回大会（1994年）初出場。
情報処理部
先端ソフトウェアコンテスト（仙台応用情報学研究振興財団・東北地域先端ソフトウェア研究会主催）では1993年（平成5年）に東北通商産業局長賞（最優秀賞）を受賞。優秀賞を受賞した東北電力やNTTなどを抑えての受賞であり、高校の部活動としては快挙であった。
放送部
2007年度（平成19年度）のNHK杯全国高校放送コンテストでは朗読部門の2名が全国大会へと進出している。
写真部
全国高等学校総合文化祭等で各賞を受賞するなどの成績を残している。その他にも写真雑誌「CAPA」の月例コンテスト等においても入賞している。
その他
- 文芸、生物、美術、書道、天文地学、映画、語学、茶道、化学、情報処理、家庭、ダンス、演劇

## 学校行事
仙高祭
毎年9月の上旬に行われる文化祭である。毎回、後夜祭に花火が打ち上げられている。
市立総体
仙台市立仙台商業高等学校、仙台市立仙台工業高等学校、仙台市立仙台青陵中等教育学校で争われる。
球技大会
毎年夏季に、2日間に渡ってクラス対向で行われる体育祭である。

### 修学旅行
「ホームルーム研修旅行」と言う名称で、2年生時の12月上旬に3泊4日で修学旅行が行われる。
修学旅行の始まりは1948年（昭和23年）で、この時の旅行先は栃木県の日光・中禅寺湖だった。修学旅行は1960年（昭和35年）にいったん廃止されたが、修学旅行復活を願う生徒の声の高まりから、1979年（昭和54年）にホームルーム単位の研修旅行が実施された。翌年には修学旅行が復活したが、さらに翌年の修学旅行は生徒自身の無関心から失敗した。その後は再びホームルームごとに旅行が行われ、1988年（昭和63年）にホームルーム研修旅行の定例化か決まった。

## アクセス
- JR仙山線国見駅 徒歩15分、東北福祉大前駅 徒歩15分
- 仙台市営バス「仙台高校・福祉大ウェルコム21前」停留所、「仙台高校南」停留所

ほとんどの生徒は鉄道か自転車での通学であるが、バスで通学している生徒もいる。

## 主な卒業生
- 佐藤英道 - 衆議院議員
- 深谷晃祐 - 多賀城市長
- 石井茂巳 - 元日本代表サッカー選手
- 太田敦士 - 元オリックス・ブルーウェーブ投手
- 丹野祐樹 - 元ヤクルトスワローズ投手→現東京ヤクルトスワローズ打撃投手
- 江花正直 - 東京ヤクルトスワローズブルペン捕手
- 佐藤隼輔 - 野球選手
- 柏倉秀徳 - 元バスケットボール選手、元日本代表
- 片岡大晴 - プロバスケットボール選手（仙台89ERS所属）
- 金田詳徳 - バスケットボール指導者
- 佐藤濯 - 元バスケットボール選手
- 宍戸治一 - 元プロバスケットボール選手、元U-18日本代表
- 志村雄彦 - 元プロバスケットボール選手、元U-18日本代表、仙台89ERS代表取締役社長
- 間橋健生 - 元バスケットボール選手、愛媛オレンジバイキングスヘッドコーチ
- 山口祐希 - プロバスケットボール選手（富山グラウジーズ所属）
- 柳川龍之介 - プロバスケットボール選手（パスラボ山形ワイヴァンズ所属）
- 荒川強啓 - フリーアナウンサー（元山形放送アナウンサー）
- 橋本克彦 - ノンフィクション作家
- CMJK - ミュージシャン、サウンドプロデューサー
- 環ROY - ミュージシャン
- 伊藤高史 - 俳優
- 川奈由依 - AV女優